# Моро ди Локате (Милано)
Моро ди Локате је насеље у Италији у округу Милано, региону Ломбардија.
Према процени из 2011. у насељу је живело 147 становника. Насеље се налази на надморској висини од 91 м.